# Callaway (Floryda)
Callaway – miasto w Stanach Zjednoczonych, w stanie Floryda, w hrabstwie Bay.